# Artiom Błażyjewski
Artiom Michajłowicz Błażyjewski, ros. Артем Михайлович Блажиевский (ur. 20 marca 1994 w Moskwie) – rosyjski hokeista, reprezentant Rosji.

## Kariera
- Krasnaja Armija Moskwa (2011-2014)
- Torpedo Niżny Nowogród (2014-2015)
- CSKA Moskwa (2015-2021)
  -  Zwiezda Czechow (2015/2016, 2016/2017, 2017/2018)
- Traktor Czelabińsk (2021-)

Wychowanek CSKA Moskwa. Przez cztery sezony grał w juniorskich rozgrywkach MHL. W seniorskich rozgrywkach KHL w sezonie KHL (2014/2015) w październiku 2014 został przekazany do Torpedo Niżny Nowogród. W maju 2015 został przetransferowany z powrotem do CSKA. Przedłużał kontrakt z CSKA o dwa lata w kwietniu 2017 i kwietniu 2019 o trzy lata. W grudniu 2021 został przetransferowany do Traktora Czelabińsk.
W sezonie 2014/2015 zadebiutował w barwach reprezentacji seniorskiej Rosji.

## Sukcesy
Klubowe
- Srebrny medal MHL: 2012, 2014 z Krasnają Armiją Moskwa
- Puchar Otwarcia: 2015 z CSKA Moskwa
- Pierwsze miejsce w Dywizji Tarasowa w sezonie zasadniczym: 2016, 2017, 2018, 2019, 2020 z CSKA Moskwa
- Pierwsze miejsce w Konferencji Zachód w sezonie zasadniczym: 2016, 2017, 2019, 2020 z CSKA Moskwa
- Puchar Kontynentu: 2016, 2017, 2019, 2020 z CSKA Moskwa
- Srebrny medal mistrzostw Rosji: 2016, 2018 z CSKA Moskwa
- Złoty medal mistrzostw Rosji: 2019, 2020 z CSKA Moskwa
- Finał KHL o Puchar Gagarina: 2016, 2018 z CSKA Moskwa
- Puchar Gagarina: 2019 z CSKA Moskwa

Indywidualne
- MHL (2013/2014):
  - Pierwsze miejsce w klasyfikacji +/- w fazie play-off: +19[6]
- KHL (2014/2015):
  - Najlepszy pierwszoroczniak tygodnia – 23 listopada 2014
- KHL (2024/2025):
  - Drugie miejsce w klasyfikacji strzelców wśród obrońców w fazie play-off: 5 goli
  - Piąte miejsce w klasyfikacji kanadyjskiej wśród obrońców w fazie play-off: 10 punktów
  - Czwarte miejsce w klasyfikacji minut kar w fazie play-off: 20